# Odomas bifurcatus
Odomas bifurcatus är en insektsart som beskrevs av Gebicki och Bednarczyk 2001. Odomas bifurcatus ingår i släktet Odomas och familjen dvärgstritar. Inga underarter finns listade i Catalogue of Life.